# J'aimerais trop
Singles de Keen'V featuring SAP
Explique moi
(2011) Prince charmant
(2011)
Pistes de Carpe Diem
Number one
J'aimerais trop est une chanson du chanteur français Keen'V en collaboration avec SAP, sortie en 2010 sur l'album Carpe Diem et le 11 avril 2011 en single.

## Historique
2e single extrait de l'album Carpe Diem (2010), la chanson a été écrite par Zonee-L, DJ Yaz, Kevin Bonnet, Fabrice Vanvert et produite par DJ Yaz. Le single atteint le top 3 en France. La chanson fait référence à Valérie Bègue, la Miss France 2008.

## Clip vidéo
La vidéo du clip sort le 4 mars 2011 sur le site de partage YouTube sur le compte officiel de DJ Yaz. La vidéo dure 5 minutes et 1 seconde.

## Liste des pistes
Promo - Digital Yaz
1. J'aimerais trop (Radio Mix) - 3:47
2. J'aimerais trop (Club Mix) - 5:47

## Classements par pays

### Classements hebdomadaires
| Classement (2011)                       | Meilleure position |
| --------------------------------------- | ------------------ |
| France (SNEP)                           | 3                  |
| Belgique (Wallonie Ultratop 50 Singles) | 21                 |
| France (Club 40)                        | 5                  |

### Classements de fins d'années
| Classement (2011) | Position |
| ----------------- | -------- |
| France SNEP       | 18       |

## Reprise
"JN" (Jean-Noel Joret) a repris J'aimerais trop en punk cover.